# März 2009
Portal Geschichte | Portal Biografien | Aktuelle Ereignisse | Jahreskalender | Tagesartikel

◄ |
20. Jahrhundert |
21. Jahrhundert

◄ |
1970er |
1980er |
1990er |
2000er
| 2010er | 2020er | 2030er | ►

◄ |
2005 |
2006 |
2007 |
2008 |
2009
| 2010 | 2011 | 2012 | 2013 | ►

◄ |
Dezember 2008 |
Januar 2009 |
Februar 2009 |
März 2009 |
April 2009 |
Mai 2009 |
Juni 2009 |
►
Dieser Artikel behandelt tagesbezogene Nachrichten und Ereignisse im März 2009.

## Tagesgeschehen

### Sonntag, 1. März 2009
- Berlin/Deutschland: Erika Steinbach, die Vorsitzende des Bundes der Vertriebenen, verzichtet nach massiver Kritik aus Polen vorerst auf einen Sitz im Stiftungsrat der Stiftung Flucht, Vertreibung, Versöhnung.[1]
- Brüssel/Belgien: Die Staats- und Regierungschefs der Mitgliedstaaten der Europäischen Union treffen sich zu einem EU-Sondergipfel, um eine gemeinsame Lösung der Finanzkrise zu finden. Es kommt jedoch zu keinen konkreten Ergebnissen.[2]
- Den Haag/Niederlande: Das Sondertribunal zur Untersuchung des Mordes am ehemaligen libanesischen Ministerpräsidenten Rafiq al-Hariri vor vier Jahren nimmt seine Arbeit auf.[3]
- Klagenfurt/Österreich: Die Wahl zum Kärntner Landtag gewinnt die von Jörg Haider gegründete Partei Bündnis Zukunft Österreich (BZÖ) mit rund 45 % der abgegebenen Stimmen, die SPÖ verliert fast 10 % und kommt nur noch auf 28,8 %. Die ÖVP gewinnt 4,1 % hinzu und erreicht 15,8 %.[4]
- Salzburg/Österreich: Bei der Landtagswahl im Land Salzburg bleibt die SPÖ trotz starker Verluste knapp die stärkste Partei vor der christdemokratischen ÖVP.
- Woking/Vereinigtes Königreich: Der Maschinenbau-Ingenieur Martin Whitmarsh löst Ron Dennis nach 28 Jahren als Teamchef des Formel-1-Teams McLaren ab.[5]

### Montag, 2. März 2009
- Bissau/Guinea-Bissau: Der Präsident des westafrikanischen Landes, João Bernardo Vieira, wird von aufständischen Soldaten getötet.[6]
- Douglas/Vereinigtes Königreich: Deutschland einigt sich mit der Steueroase Isle of Man auf mehr Transparenz zur Aufdeckung von Steuerflucht.[7]
- Hannover/Deutschland: Bundeskanzlerin Angela Merkel und Kaliforniens Gouverneur Arnold Schwarzenegger eröffnen die CeBIT.[8]
- Washington, D.C. / Vereinigte Staaten: Der US-Justizminister Eric Holder bezeichnet anlässlich einer Rede das höchst umstrittene Waterboarding als Folter: „Waterboarding is torture…“.[9] / „Waterboarding ist Folter. Mein Ressort wird diese Methode, für deren Anwendung es keine Begründung gibt, weder rechtfertigen noch billigen“.[10]

### Dienstag, 3. März 2009

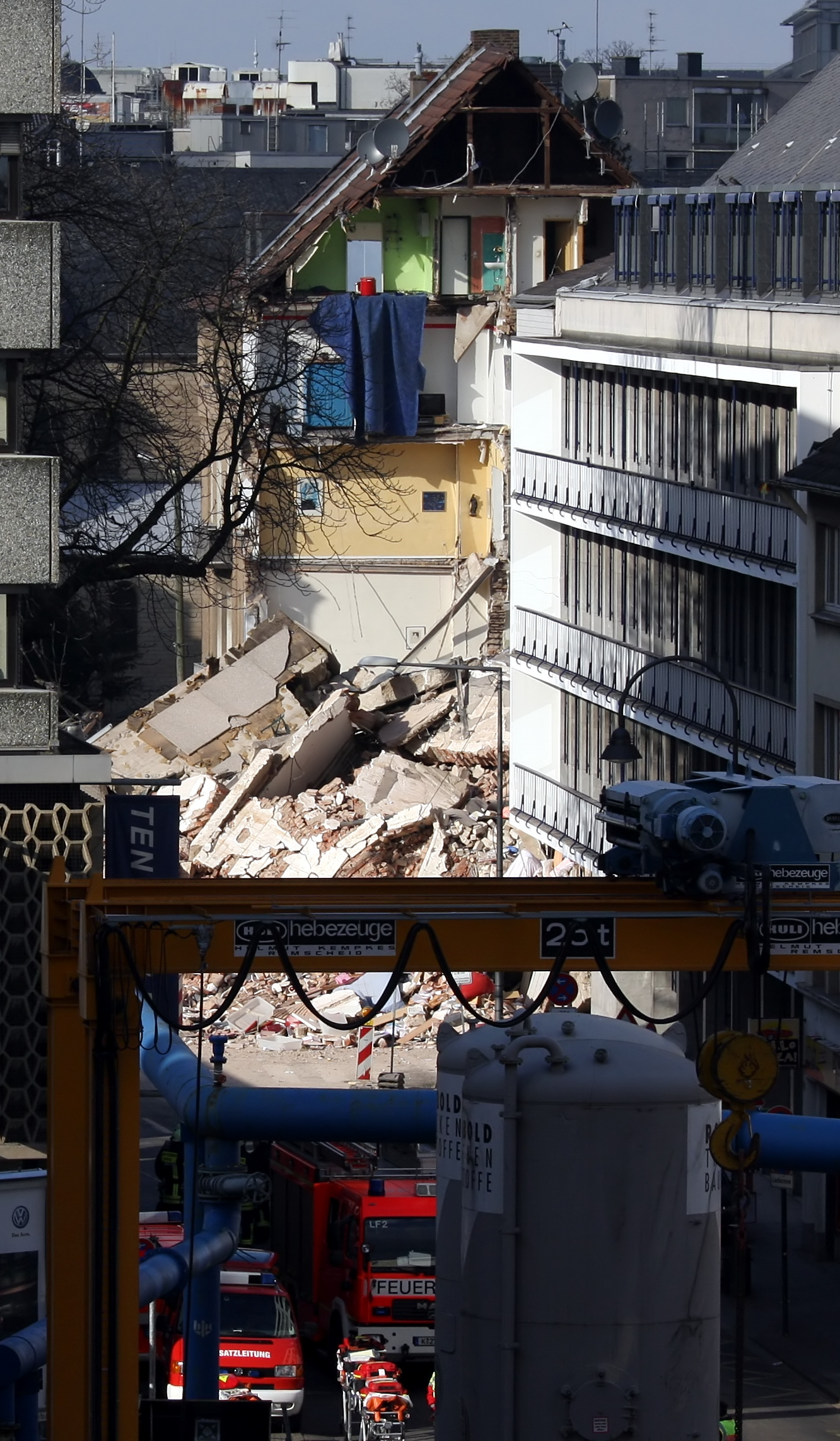
Schäden am Historischen Archiv der Stadt Köln

- Karlsruhe/Deutschland: Das Bundesverfassungsgericht stellt in einer verkündeten Entscheidung fest, dass der Einsatz von Wahlcomputern bei der letzten Bundestagswahl gegen den Grundsatz der Öffentlichkeit der Wahl verstoßen hat und damit verfassungswidrig war.[11]
- Köln/Deutschland: Das Historische Archiv der Stadt Köln stürzt beim Bau der Nord-Süd-Stadtbahn ein. Dabei werden auch zwei Nachbargebäude schwer beschädigt.[12] Bei dem Unglück sterben zwei Menschen.[13]
- Lahore/Pakistan: Das nationale Cricketteam von Sri Lanka wird von Terroristen angegriffen. Bei dem Schusswechsel sterben sechs Polizisten und sechs Cricketsportler werden verletzt.[14]

### Mittwoch, 4. März 2009
- Den Haag/Niederlande: Der Internationale Strafgerichtshof erlässt einen Haftbefehl gegen den sudanesischen Präsidenten Umar Hasan Ahmad al-Baschir. Ihm werden Kriegsverbrechen und Verbrechen gegen die Menschlichkeit in der Darfur-Region vorgeworfen.[15]
- Mainz/Deutschland: Deutsche und britische Forscher geben in einer Studie bekannt, dass die Graufärbung von Haaren im Alter Folge eines geringeren Abbaus von Wasserstoffperoxid in den Haaren ist.[16]

### Donnerstag, 5. März 2009
- Berlin/Deutschland: Auf der Berliner Museumsinsel wird das Neue Museum nach der Instandsetzung der Zerstörungen im Zweiten Weltkrieg mit drei Tagen der offenen Tür wiedereröffnet.[17]
- Frankfurt am Main/Deutschland: Die Europäische Zentralbank senkt den Leitzins um 0,5 Prozent auf 1,5 Prozent, den tiefsten Stand in der Geschichte der Zentralbank.[18]
- Peking/China: Um die Wirtschaft anzukurbeln, nimmt China das höchste Defizit seit Gründung der Volksrepublik in Kauf. Das Defizit verdreifacht sich sogar im Vergleich zu dem Rekorddefizit vom Vorjahr auf insgesamt 950 Milliarden Yuan (110 Milliarden Euro).[19]

### Freitag, 6. März 2009
- Mashonaland East/Simbabwe: Bei einem Verkehrsunfall werden der Ministerpräsident Morgan Tsvangirai schwer und seine Ehefrau tödlich verletzt. Er ist Vorsitzender der früheren Oppositionspartei, die seit Februar mit der Partei von Präsident Robert Mugabe eine Einheitsregierung bildet. Es kursieren Gerüchte über einen politisch motivierten Anschlag auf Tsvangirai, der bereits vier Attentatsversuche überlebte.[20][21]
- Nairobi/Kenia: Kenia und die Europäische Union unterzeichnen ein Abkommen, nach dem Piraten, die vor der Küste Somalias aufgegriffen werden, an kenianische Strafverfolgungsbehörden überstellt werden.[22]
- Rabat/Marokko: Die Regierung des Landes bricht die diplomatischen Beziehungen zum Iran ab.[23]

### Samstag, 7. März 2009

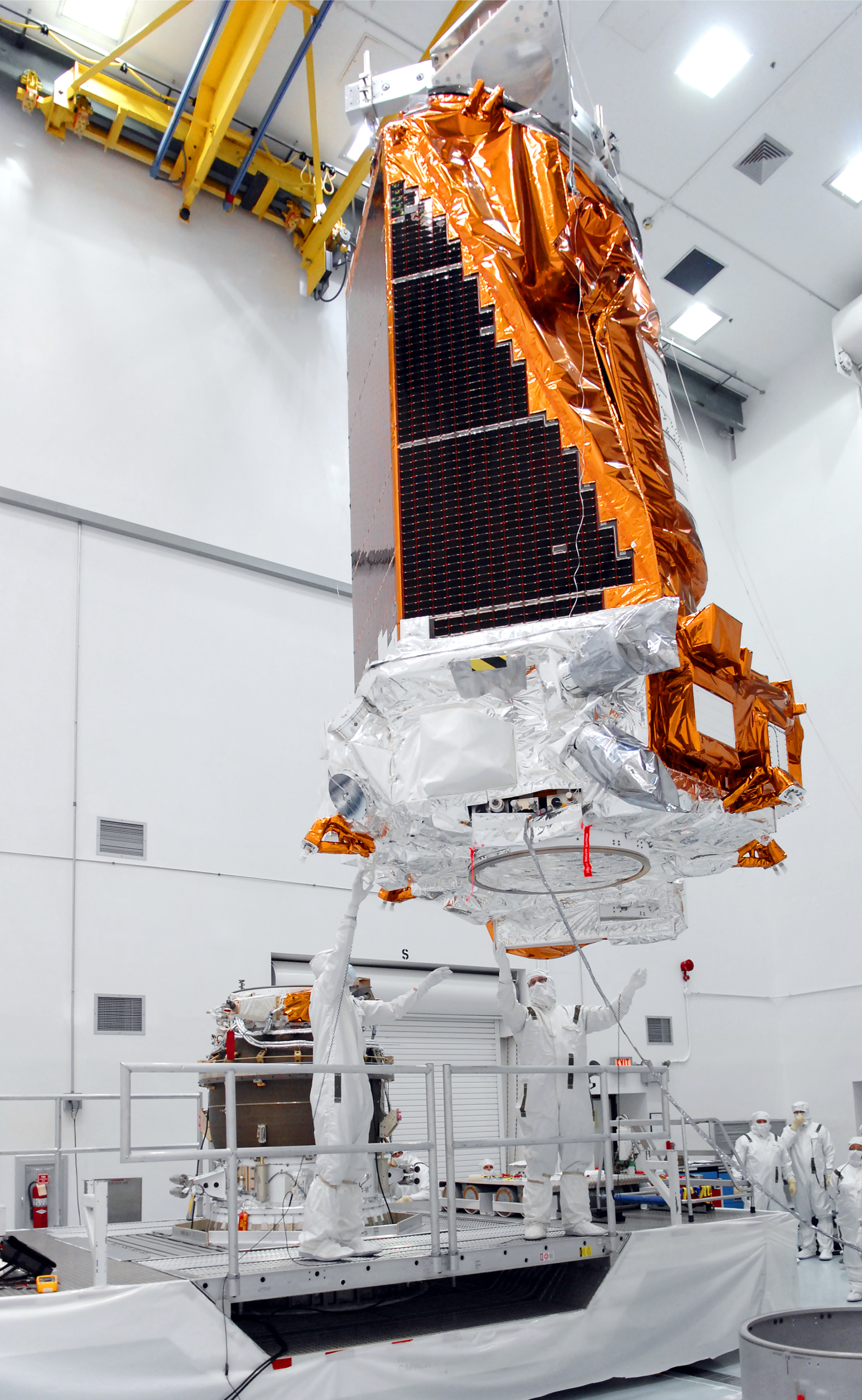
Kepler-Teleskop bei den Startvorbereitungen

- Antrim/Vereinigtes Königreich: Bei einem Schusswaffenattentat auf die Massereene Barracks in Nordirland, zu dem sich die Real Irish Republican Army bekennt,[24] sterben zwei britische Soldaten, zwei weitere Soldaten und zwei Zivilisten werden schwer verletzt.[25]
- Cape Canaveral / Vereinigte Staaten: Das Kepler-Teleskop zur Suche nach erdähnlichen Planeten in der Milchstraße startet.[26]
- Ramallah/Palästinensische Autonomiegebiete: Salam Fayyad, der palästinensische Ministerpräsident, kündigt seinen Rücktritt zum Monatsende an, um den Weg für eine Einheitsregierung unter Beteiligung von Fatah und Hamas, welche sich bislang nicht auf eine gemeinsame Regierung einigen konnten, freizumachen. Mahmud Abbas, der Präsident der Palästinensischen Autonomiebehörde und Führer der Fatah, forderte Fayyad jedoch zum Verbleib in seinem Amt auf.[27]

### Sonntag, 8. März 2009
- Hannover/Deutschland: Die CeBIT geht mit einem drastischen Besucherrückgang zu Ende. Mit über 400.000 Besuchern kamen 20 Prozent weniger als im Vorjahr. Die Veranstalter zeigen sich dennoch optimistisch.[28]
- Pjöngjang/Nordkorea: Bei den Parlamentswahlen in Nordkorea gewinnt die Regierungspartei Partei der Arbeit Koreas.[29]
- Washington, D.C. / Vereinigte Staaten: Die Weltbank weist in einer heute veröffentlichten Prognose[30] auf die dramatischen Auswirkungen der aktuellen Finanzkrise auf die Entwicklungs- und Schwellenländer hin. Allein für das Jahr 2009 droht eine Finanzierungslücke von bis zu 700 Milliarden US-Dollar.[31] Gleichzeitig hungerten schon vor dem Ausbruch der Krise mehr als 900 Millionen Menschen.[32]

### Montag, 9. März 2009
- Frankfurt am Main/Deutschland: Der DAX erreicht einen Tiefststand.
- München/Deutschland: Der Erpresser der Multi-Milliardärin Susanne Klatten wird zu sechs Jahre Gefängnis verurteilt. Das Landgericht München I spricht Helg Sgarbi des gewerbsmäßigen Betruges, des versuchten gewerbsmäßigen Betruges und der versuchten gewerbsmäßigen Erpressung schuldig. Die Staatsanwaltschaft hatte für den geständigen 44-jährigen Schweizer neun Jahre Haft gefordert, die Verteidigung fünf Jahre.[33]
- Washington, D.C. / Vereinigte Staaten: In einer politischen Kehrtwende zu seinem Vorgänger hat Barack Obama mit einer präsidialen Verordnung die Finanzierungsbeschränkung bei der Stammzellforschung aufgehoben.[34]

### Dienstag, 10. März 2009
- Bagdad/Irak: Bei einem Selbstmordattentat auf einem Markt in Abu Ghuraib sterben mindestens 33 Menschen und fast 50 weitere Menschen werden verletzt.[35]
- Lhasa/China: 50. Jahrestag der Niederschlagung des Aufstandes in Tibet.[36]
- Montgomery / Vereinigte Staaten: Ein Amokläufer tötet in zwei Orten im Geneva County in Alabama mindestens zehn Menschen und sich selbst.[37]
- Nordirland/Vereinigtes Königreich: Zwei Tage nach dem Schusswaffenattentat auf zwei Soldaten der British Army erschießen Mitglieder der Continuity Irish Republican Army einen Polizisten.[38]
- Sri Lanka: Bei einem Selbstmordanschlag vor einer Moschee im Süden des Landes sterben mindestens 14 Menschen und mindestens 35 werden verletzt.[39]
- An den weltweiten Börsen beginnt eine Rally der Aktienmärkte.

### Mittwoch, 11. März 2009
- Schwerin/Deutschland: Die mit 7.000 Jahren ältesten erhaltenen Einbäume des Ostseeraums, darunter der mit 12 m längste bekannte Einbaum der Mittelsteinzeit in Europa, sind durch falsche Lagerung verrottet und zerfallen.[40]
- Winnenden/Deutschland: Bei einem Amoklauf an der Albertville-Realschule werden nach Polizeiangaben 15 Menschen getötet, der 17-jährige Täter kommt auf der Flucht ums Leben.[41]

### Donnerstag, 12. März 2009
- Cambridge / Vereinigte Staaten: Im Fachblatt „Nature“ stellen die Materialforscher Byoungwoo Kang und Gerbrand Ceder vom Massachusetts Institute of Technology einen neuartigen Lithium-Eisen-Phosphat-Akkumulator mit einer ungewöhnlichen, glasartigen Schicht an der Oberfläche vor, die den Transport der Lithiumionen beschleunigt. Besonders attraktiv wäre ein solches System für den Einsatz in Elektrofahrzeugen.[42]
- Saint John’s/Antigua und Barbuda: Im Inselstaat Antigua und Barbuda finden die Parlamentswahlen statt.[43]

### Freitag, 13. März 2009
- Andorra la Vella/Andorra, Vaduz/Liechtenstein: Die Regierungen beider Länder geben dem Druck der OECD im Rahmen der Debatte um Steueroasen teilweise nach. Zuvor hatten schon die Kanalinseln und die Isle of Man entsprechende Abkommen unter anderem mit Deutschland vereinbart.[44]
- Brisbane/Australien: An der Küste des australischen Bundesstaates Queensland ist nach einem Schiffsunglück vor der Küste auf 60 km Länge der Strand mit Erdöl verseucht. Zudem verlor das Schiff über 30 Container mit Düngemittel.[45]
- Dresden/Deutschland: Das Qimonda-Werk stellt nach erfolgloser Suche nach einem Investor seine Produktion im April vorerst ein.[46]
- Deutschland: Solarenergie wird immer kostengünstiger. Ein kristallines Solarmodul kostete im Herbst 2008 noch 3,50 Euro pro Watt und liegt mittlerweile bei 2,60 Euro.[47]

### Samstag, 14. März 2009
- Antananarivo/Madagaskar: Die Unruhen breiten sich weiter aus. Der Oppositionsführer Andry Rajoelina ernennt sich selbst zum Präsidenten.[48]
- Frankfurt am Main/Deutschland: Carol W. Greider und Elizabeth Blackburn werden für die Entdeckung der Telomerase mit dem Paul-Ehrlich-und-Ludwig-Darmstaedter-Preis ausgezeichnet, einer der bedeutendsten Auszeichnungen für Naturwissenschaftler, die in Deutschland vergeben wird.[49]
- Moskau/Russland: Die russische Währung Rubel hat seit Sommer 2008 rund ein Fünftel an Wert gegenüber dem Euro verloren.[50]

### Sonntag, 15. März 2009
- Cape Canaveral / Vereinigte Staaten: Start der Mission STS-119.
- San Salvador/El Salvador: Bei den Präsidentschaftswahlen gewinnt der linksgerichtete Oppositionspolitiker Mauricio Funes.[51][52]

### Montag, 16. März 2009
- Pazifik: Auf dem Gebiet des Pazifischen Feuerringes bricht nahe Tonga ein unterseeischer Vulkan aus.[53]
- St. Pölten/Österreich: Der Prozess gegen Josef Fritzl beginnt.[54]

### Dienstag, 17. März 2009
- Antananarivo/Madagaskar: Der von der Opposition bedrängte Präsident von Madagaskar, Marc Ravalomanana, übergibt die Macht dem Militär. Zuvor zog Oppositionsführer Andry Rajoelina in den Amtssitz des Präsidenten ein.[55]
- Plessezk/Russland: Der Start des ESA-Satelliten Gravity field and steady-state ocean circulation explorer klappt im zweiten Anlauf.[56]

### Mittwoch, 18. März 2009
- Karlsruhe/Deutschland: Der Bundesgerichtshof verschärft die Arbeitspflicht Geschiedener mit Kindern ab dem siebten Lebensjahr, wonach Ganztagsarbeit zumutbar ist, wenn es Betreuungsmöglichkeiten für Kinder gibt.[57]
- Luxemburg/Luxemburg: Als drittes europäisches Land nach den Niederlanden und Belgien erlaubt Luxemburg die aktive Sterbehilfe durch Ärzte. Das entsprechende Gesetz wurde am Dienstag im Amtsblatt veröffentlicht. Im gleichen Amtsblatt wurde auch das Gesetz zum Ausbau der Palliativmedizin publik gemacht.[58]
- Paris/Frankreich: Das französische Parlament stimmt in einer Vertrauensabstimmung Präsident Sarkozys Plan zur vollständigen Rückkehr Frankreichs in die NATO-Kommandostruktur zu.[59]

### Donnerstag, 19. März 2009
- Namibia: Bei Überschwemmungen im nördlichen Namibia sterben mindestens 90 Menschen. Für sechs Distrikte des Landes erklärt Namibias Präsident Hifikepunye Pohamba den Ausnahmezustand.[60]
- Paris/Frankreich: Aufgrund der Finanz- und Wirtschaftspolitik der Regierung Sarkozy wird im ganzen Land zum Generalstreik aufgerufen.[61]
- St. Pölten/Österreich: Josef Fritzl wird zu lebenslanger Freiheitsstrafe in einer Anstalt für geistig abnorme aber zurechnungsfähige Rechtsbrecher verurteilt.[62]

### Freitag, 20. März 2009
- Berlin/Deutschland: Der Bundestag beschließt das Rettungsübernahmegesetz, das als letztes Mittel eine Verstaatlichung zur Rettung der Hypo Real Estate vorsieht. Hauptaktionär J.C. Flowers & Co. LLC hatte sich bis zuletzt gegen eine HRE-Verstaatlichung gewandt.[63]
- Brüssel/Belgien: Die Staats- und Regierungschefs einigen sich beim EU-Gipfel darauf, die Finanzhilfen des Internationalen Währungsfonds (IWF) um 75 Milliarden auf 100 Milliarden Euro aufzustocken.[64]

### Samstag, 21. März 2009
- Bratislava/Slowakei: Bei der Präsidentschaftswahl erreicht der seit 2004 amtierende Ivan Gašparovič 46,7 Prozent der abgegebenen Stimmen und verfehlt damit die absolute Mehrheit. Bei der erforderlichen Stichwahl am 4. April 2009 wird er gegen Iveta Radičová, der 36,9 Prozent der abgegebenen Stimmen erhielt, antreten.[65]
- Budapest/Ungarn: der ungarische Ministerpräsident Ferenc Gyurcsány kündigt seinen Rücktritt an. Er begründet die Ankündigung damit, er sei ein Hindernis für Reformen.[66]

### Sonntag, 22. März 2009
- Berlin/Deutschland: Bundeskanzlerin Angela Merkel (CDU) erklärte in der ARD-Talkshow Anne Will, sie wolle die Große Koalition bis zum Ende der Wahlperiode Ende September 2009 fortführen.[67]
- Los Angeles / Vereinigte Staaten: Beim Absturz einer einmotorigen Turboprop-Maschine in Butte (Montana) sterben 14 Menschen, darunter sieben Kinder. Gestartet war die Maschine in Orville (Kalifornien).[68]
- Stuttgart/Deutschland: Nach dem Emirat Kuwait mit einem Aktienanteil von 7,6 Prozent erwirbt der Staatsfond International Petroleum Investment Company neun Prozent am deutschen Unternehmen Daimler.[69]

### Montag, 23. März 2009
- Calgary/Kanada: Das Energieversorgungsunternehmen Suncor Energy übernimmt das Mineralölunternehmen Petro-Canada für elf Milliarden Euro.[70]
- Sulaimaniyya/Irak: Ein Selbstmordattentäter reißt im Norden des Landes 25 Menschen mit in den Tod und verletzt 45 weitere.[71]
- Tokio/Japan: Auf dem Flughafen Tokio-Narita stürzt eine FedEx-Maschine ab, dabei sterben die beiden Piloten.[72]

### Dienstag, 24. März 2009
- Berlin/Deutschland: Bundespräsident Horst Köhler (CDU) geht in seiner Berliner Rede auf die weltweite Wirtschaftskrise ein. Die Wirtschaftskrise sei keine Kulisse für Schaukämpfe, sondern eine Bewährungsprobe für die Bundesregierung.[73]
- Johannesburg/Südafrika: Es sollte eine internationale Friedenskonferenz werden, die aufzeigen sollte, wie Rassismus und Fremdenfeindlichkeit durch Fußball überwunden werden können – etwa 15 Monate vor der Fußball-Weltmeisterschaft 2010 sollte sie in Südafrika stattfinden. Aufgrund des chinesischen Drucks hatte Präsident Kgalema Motlanthe am 22. März 2009 ein Einreisevisum für den Dalai Lama Tendzin Gyatsho verweigert. Daraufhin hatte das Nobelpreiskomitee und die Friedensnobelpreisträger Frederik Willem de Klerk (Präsident Südafrikas 1989–1994) und Erzbischof Desmond Tutu ihre Teilnahme abgesagt. Daraufhin wurde die Friedenskonferenz abgesagt.[74][75]
- New York / Vereinigte Staaten: Nach der öffentlichen Entrüstung über die Bonuszahlungen von 165 Millionen US-Dollar beim angeschlagenen Versicherungskonzern American International Group haben laut The Washington Post 18 von 25 Topmanagern einer Rückgabe ihrer Bonuszahlungen zugestimmt.[76]
- Prag/Tschechische Republik: Nach einer verlorenen Vertrauensabstimmung im Abgeordnetenhaus gegenüber Ministerpräsident Mirek Topolánek muss die tschechische Regierung zurücktreten.[77]
- Tel Aviv/Israel: Nach den Parlamentswahlen zur 18. Knesset vom 10. Februar 2009 ist der designierte Premierminister Benjamin Netanjahu seinem Ziel einer Regierungsbildung näher gekommen: Nachdem er bereits Koalitionsvereinbarungen mit der ultrarechten Partei Israel – unser Zuhause von Avigdor Lieberman und der streng-religiösen Schas-Partei abgeschlossen hatte, wurde nunmehr auch eine Koalitionsvereinbarung mit der sozialdemokratischen Arbeitspartei abgeschlossen.[78]

### Mittwoch, 25. März 2009
- Berlin/Deutschland: Die Bundesregierung will härter gegen Kinderpornografie im Internet vorgehen. Dazu sollen Internetdienstanbieter künftig den Zugang zu entsprechenden Internetseiten sperren.[79]
- Berlin/Deutschland: Bundeskanzlerin Angela Merkel und Vizekanzler Frank-Walter Steinmeier haben sich auf eine Verlängerung der Abwrackprämie verständigt.[80]
- Brüssel/Belgien: Der österreichische Diplomat Valentin Inzko wird nach einem Beschluss der Außenminister der Europäischen Union neuer Hoher Repräsentant für Bosnien und Herzegowina. Inzko, der Kärntner Slowene ist, löst damit den Slowaken Miroslav Lajčák ab. Er wurde vom Verwaltungsausschuss (PIC) des Dayton-Friedensvertrages vor 2 Wochen offiziell designiert und soll das Amt des Hohen Repräsentanten in Sarajevo am 26. März antreten.[81]
- Prag/Tschechische Republik: Der abgewählte tschechische Ministerpräsident Mirek Topolánek erklärt in einer Rede vor dem Europaparlament in Straßburg, dass er den Ratsvorsitz des Europäischen Rates auch nach dem Misstrauensvotum gegen ihn nicht gefährdet sehe.[82]
- Washington, D.C. / Vereinigte Staaten: US-Präsident Barack Obama gibt seine zweite Pressekonferenz im Weißen Haus: Dabei verbreitete er Zuversicht, dass die Vereinigten Staaten die Wirtschaftskrise überstehen werden und langfristig gestärkt aus ihr hervorgehen würden.[83]

### Donnerstag, 26. März 2009
- Bangkok/Thailand: Etwa 25.000 Regierungsgegner und Anhänger von Thaksin Shinawatra, der im September 2006 vom Militär als Premierminister von Thailand gestürzt wurde, protestieren vor dem Amtssitz des aktuellen Premierministers Abhisit Vejjajiva und fordern seinen Rücktritt.[84]
- Berlin/Deutschland: Der Wehrbeauftragte des Deutschen Bundestages Reinhold Robbe (SPD) hat seinen jährlichen Wehrbericht an den Bundestagspräsidenten Norbert Lammert (CDU) übergeben.[85] Darin werden neben Mängel bei Ausbildung und Material vor allem Probleme im Sanitätsbereich, in dem fast hundert Sanitätsärzte fehlen, und Probleme bei der Betreuung von Kindern, kritisiert.[86]
- Leipzig/Deutschland: Das Bundesverwaltungsgericht entscheidet aufgrund von Klagen der Kraftwerksbetreiber RWE Power und Vattenfall Europe gegen eine Übertragung von Reststrommengen des stillgelegten Kernkraftwerk Mülheim-Kärlich (bis 1988) auf die beiden Kernkraftwerke Biblis A und Brunsbüttel.[87]
- Stuttgart/Deutschland: Nach dem Mord an der Polizeibeamtin Michèle Kiesewetter am 25. April 2007 waren nach DNA-Analysen über 40 Spuren auf die mutmaßliche Mörderin registriert. Nach einem Bericht des Nachrichtenmagazins Stern kommen Zweifel an der Existenz des Phantoms von Heilbronn auf. Die Staatsanwaltschaft Heilbronn und das Landeskriminalamt Baden-Württemberg prüfen, ob die Wattestäbchen, mit denen Spuren an Tatorten gesichert wurden, nicht schon vorher mit fremder DNA verunreinigt wurden.[88]
- Stuttgart/Deutschland: Der SPD-Bundestagsabgeordnete Jörg Tauss verzichtet nach dem Kinderpornografie-Verdacht auf eine Kandidatur zur Bundestagswahl 2009.[89]

### Freitag, 27. März 2009
- Islamabad/Pakistan: Bei einem Selbstmordattentat in einer Moschee sterben im Nordwesten des Landes über 50 Menschen und mehr als 100 weitere werden verletzt.[90]
- Jakarta/Indonesien: Nach tagelangen starken Regenfällen bricht der Situ-Gingtung-Staudamm im Südwesten von Jakarta. Die hierdurch ausgelöste, bis zu 4 m hohe Flutwelle überschwemmt ein Slumviertel. Die Bewohner werden im Schlaf überrascht und mindestens 50 Menschen ertrinken.[91]
- Madison / Vereinigte Staaten: Die Stammzellforscher James Thomson und Junying Yu vom Morgridge Institute for Research veröffentlichen im Magazin Science eine Studie zur sauberen Stammzellgewinnung. Mit einer neuen Methode gelingt es ihnen, Hautzellen in induzierte pluripotente Stammzellen (iPS) zu verwandeln.[92]
- Rom/Italien: Die Parteien Forza Italia und Alleanza Nazionale fusionieren zur Popolo della Libertà.[93]

### Samstag, 28. März 2009

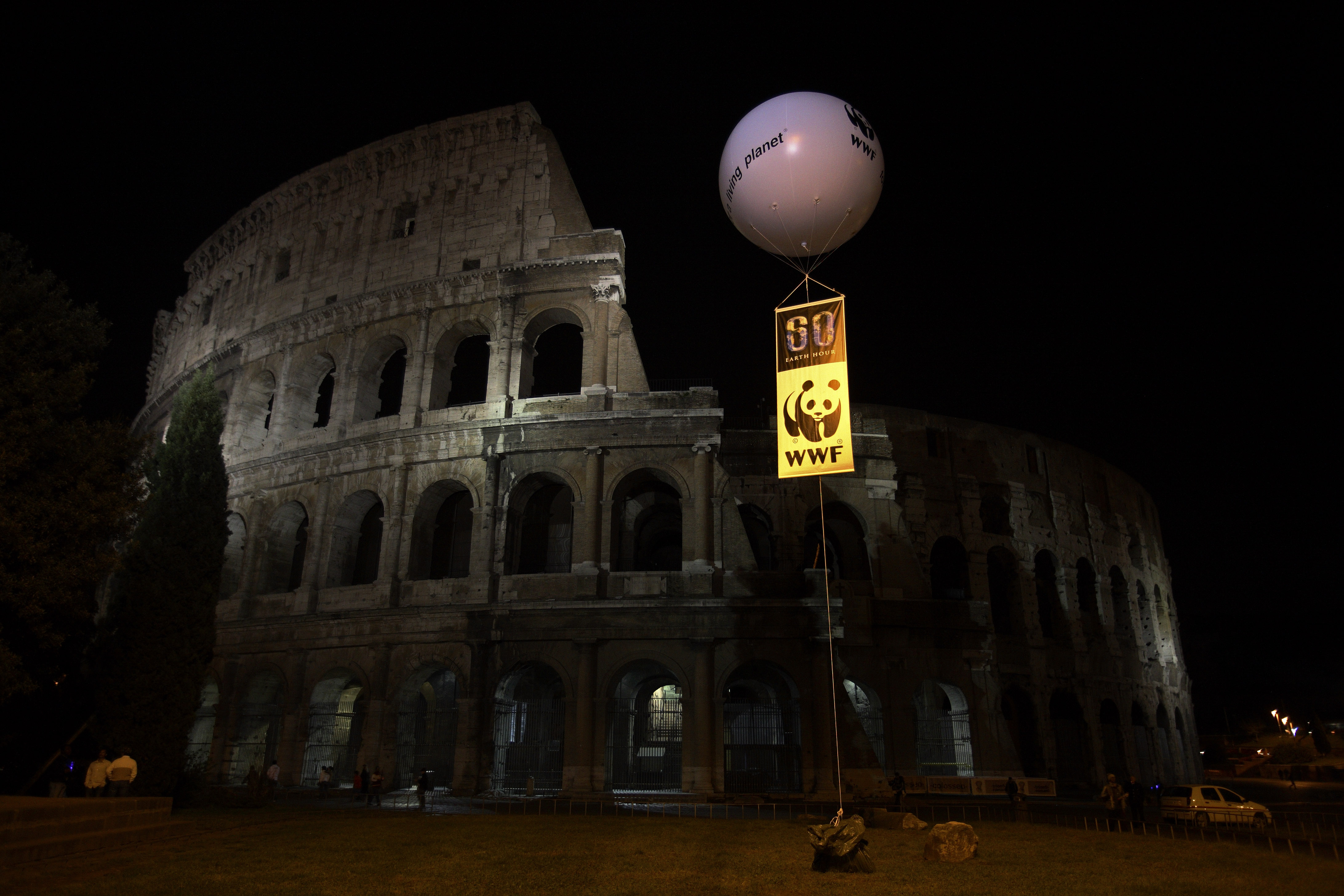
Die Stadt Rom beteiligt sich an der weltweiten Earth Hour

- Bad Oldesloe/Deutschland: Angelika Beer erklärt auf dem schleswig-holsteinischen Landesparteitag ihren Austritt aus der Bündnis 90/Die Grünen, deren Bundesvorsitz sie von 2002 bis 2004 innehatte.[94]
- Hamburg/Deutschland: Nach zweimonatiger Entführung kommt die 13-köpfige Crew des Gastankers Longchamp wieder frei.[95]
- Sydney/Australien: Bei der weltweiten Umweltaktion Earth Hour schalten die Beteiligten zwischen 20.30 Uhr und 21.30 Uhr die Lichter aus. Der WWF Australia ist Initiator der Aktion.[96]

### Sonntag, 29. März 2009
- Köln/Deutschland: Aufgrund der Affäre um den Einsturz des Kölner Stadtarchivs erklärt Oberbürgermeister Fritz Schramma, zu den Kommunalwahlen im August 2009 nicht wieder anzutreten.[97]
- New York / Vereinigte Staaten: In einem Artikel der Zeitung The New York Times berichten Forscher des Munk Centre for International Studies an der University of Toronto, die mit Forschern am Computer Laboratory an der University of Cambridge zusammenarbeiten, dass ein chinesisch gesteuertes Virenprogramm mit dem Namen GhostNet über 1.295 Computer in 103 Ländern infiltriert hat. Betroffen sind insbesondere Botschaften, Ministerien und andere Regierungsbüros, insbesondere die Exilvertretungen des tibetischen Dalai Lama in Indien, Brüssel, London und New York City.[98]
- Zürich/Schweiz: Corine Mauch wird im zweiten Wahlgang deutlich zur Stadtpräsidentin gewählt.[99]

### Montag, 30. März 2009
- Abidjan/Elfenbeinküste: Bei einem Qualifikationsspiel zur Fußball-Weltmeisterschaft 2010 zwischen der Elfenbeinküste und Malawi (Ergebnis 5:0) kommt es im überfüllten Stadion Stade Félix Houphouët-Boigny zu einer Massenpanik, wobei mehr als 19 Menschen sterben und über 130 weitere verletzt werden.[100]
- Berlin/Deutschland: Aufgrund des öffentlichen Druckes in der Datenschutzaffäre bei der Deutschen Bahn bietet der Vorstandsvorsitzende Hartmut Mehdorn dem Aufsichtsrat die Auflösung seines Arbeitsvertrages an.[101]
- Cuenca, Madrid/Spanien: Aufgrund der Finanzkrise muss die spanische Regierung die angeschlagene Sparkasse Caja Castilia-La Mancha (CCM) unter staatliche Kontrolle stellen.[102]
- Detroit / Vereinigte Staaten: Nachdem das Sanierungskonzept von General Motors die US-Regierung nicht überzeugen konnte, erklärt GM-Vorstandsvorsitzender Rick Wagoner seinen Rücktritt. Interimsvorsitzender soll Frederick Henderson werden.[103]
- Lahore/Pakistan: Bei einem Anschlag auf eine Polizeischule im Osten Pakistans kommen mehr als 30 Menschen ums Leben. Es kam zu einem Schusswechsel zwischen Angreifern und Polizisten. Zwischenzeitlich nahmen die Angreifer mehrere Geiseln.[104]
- Mittelmeer: Beim Versuch der Zuwanderung nach Europa geraten Migranten auf vermutlich drei überladenen Booten zwischen Libyen und Italien in Seenot. 21 Tote und 23 Überlebende können geborgen werden, hunderte Menschen werden noch vermisst.[105]

### Dienstag, 31. März 2009
- Berlin/Deutschland: Bundesinnenminister Wolfgang Schäuble lässt den rechtsextremen Jugendverband neonazistischer Ausrichtung Heimattreue Deutsche Jugend mit sofortiger Wirkung verbieten.[106]
- Berlin/Deutschland: Im Monat März hat das Bundesanstalt für Landwirtschaft und Ernährung 5000 Tonnen Butter aufgekauft, um den Preisverfall zu bremsen.[107]
- Nürnberg/Deutschland: Nach Angaben der Bundesagentur für Arbeit stieg die Zahl der Arbeitslosen im März gegenüber dem Vormonat um 34.000 auf 3,586 Millionen. Das sind 78.000 mehr als vor einem Jahr.[108] Zuletzt stieg die Zahl der Arbeitslosen in einem März im Jahr 1949.[109]

## Weblinks

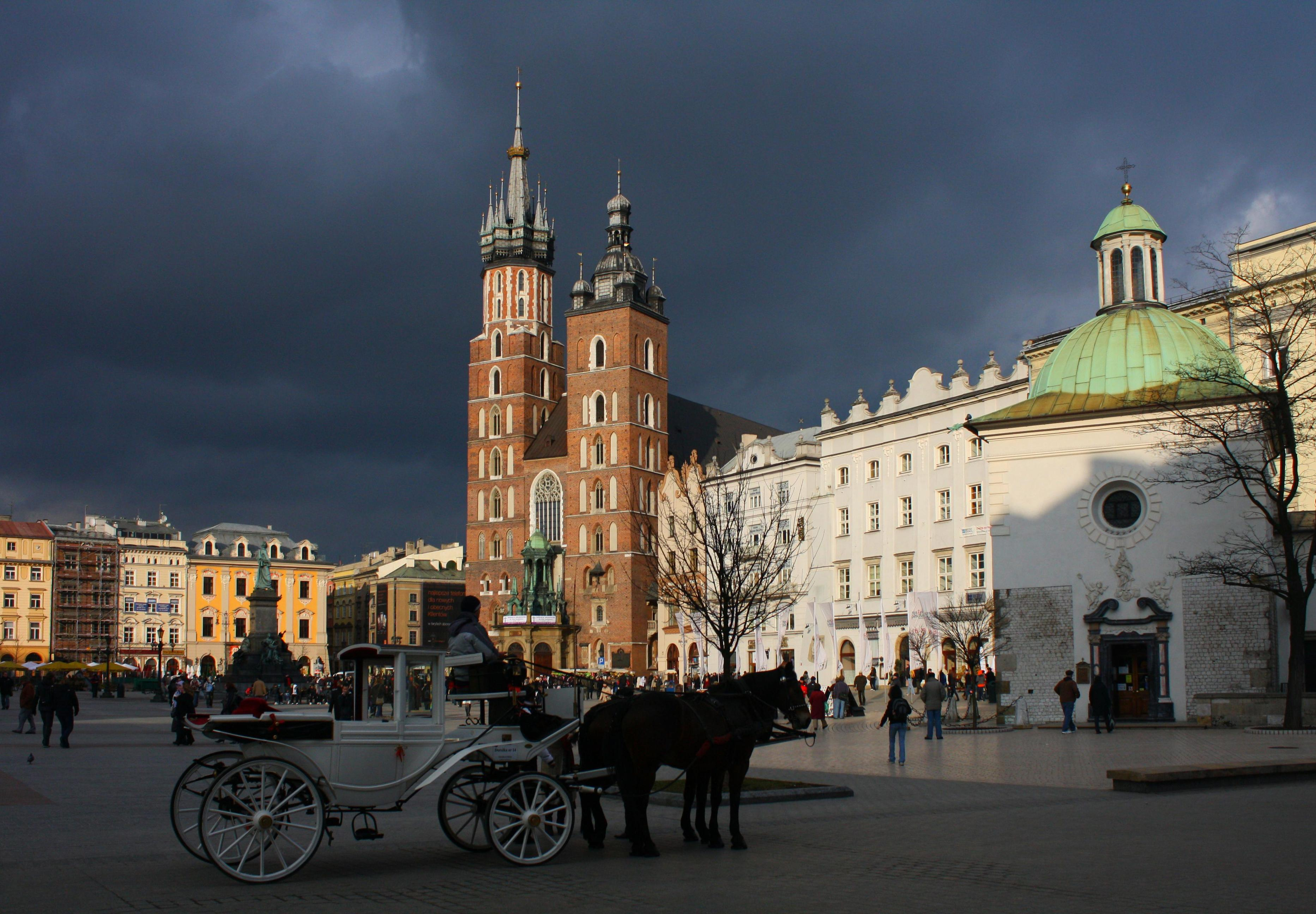
Krakau im März 2009